# Toyota GR Supra
La Toyota Supra de cinquième génération, dite GR Supra est un coupé sportif à deux portes produite par le constructeur automobile japonais Toyota à partir de 2019. Elle est la cinquième génération de Toyota Supra.

## Présentation
Avant la présentation officielle de la Supra Mk5, Toyota a présenté le concept car GR Supra concept au salon international de l'automobile de Genève 2018, puis la version Supra Nascar à Daytona aux États-Unis.
La Toyota Supra de cinquième génération (code A90) est présentée le 11 juillet 2018 au Festival de goodwood au Royaume-Uni dans une version dotée d'un camouflage.
La version de série est présentée le 14 janvier 2019 au Salon de Détroit où son nom officiel est dévoilé : Toyota GR Supra, référence à Gazoo Racing, département sportif de Toyota.
Une nouvelle version est présentée le 28 avril 2022. Toyota annonce alors le lancement d'une version dotée d'une boîte manuelle. Par ailleurs, cette nouvelle version reçoit quelques réglages de châssis, de nouvelles jantes et de nouvelles teintes de carrosserie, une nouvelle sellerie et l'amélioration du système audio JBL.

### Genèse
Le projet est le fruit d'une collaboration, conclue le 24 janvier 2013, entre BMW et Toyota prévoyant une plate-forme inédite conjointe de voiture de sport, où l'allemand remplace le BMW Z4 (cabriolet) et le japonais relance la Toyota Supra (coupé).

## Caractéristiques techniques

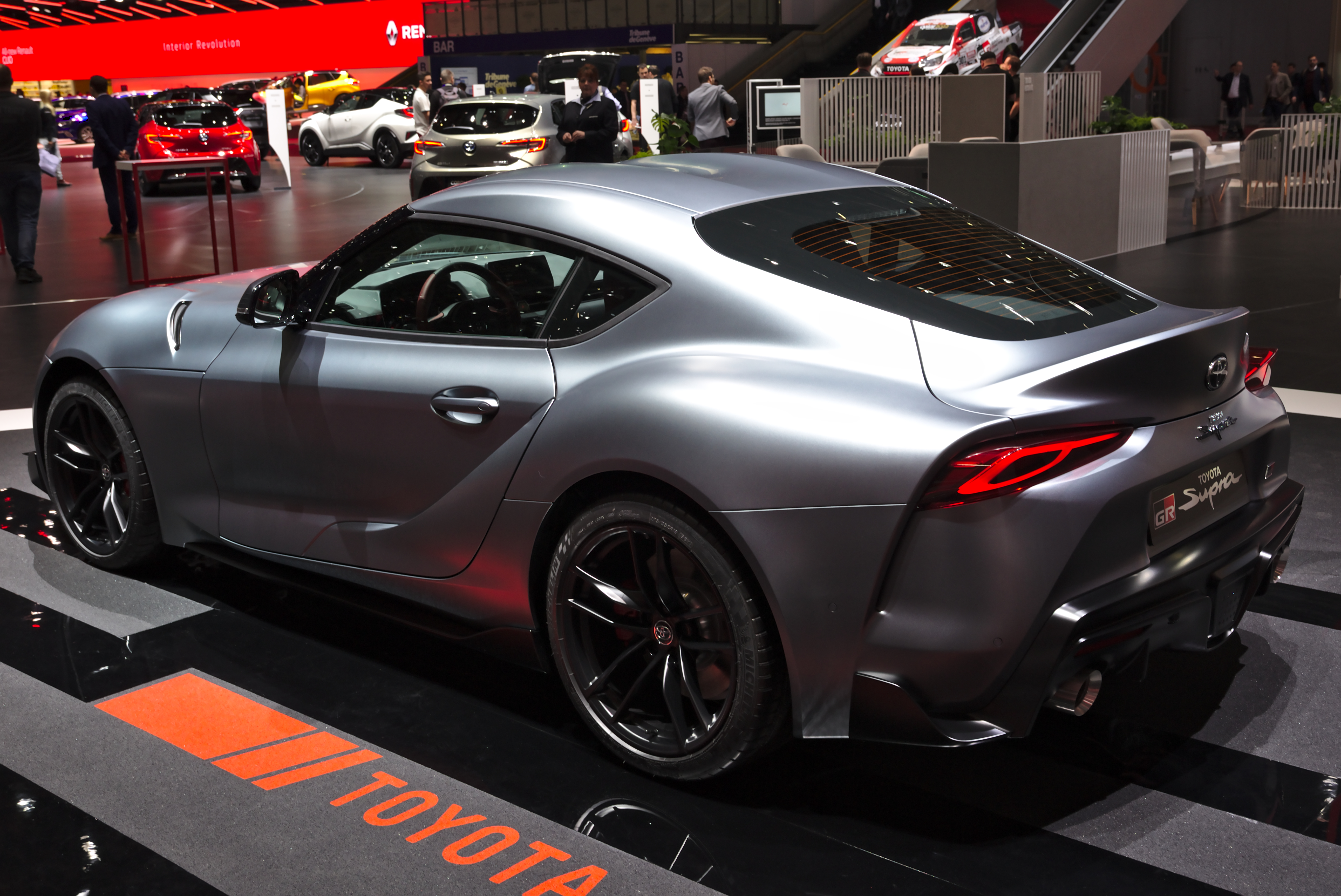
Vue de l'arrière

L'instrumentation de bord est numérique composée d'une dalle de 8,8 pouces, et la planche de bord reçoit également une dalle numérique de 8,8 pouces. La Supra reçoit de série des suspensions adaptatives avec deux types de réglage : Normal et Sport.
La nouvelle Supra est équipée de jantes de 19 pouces en alliage forgé chaussées de pneus Michelin Pilot Super Sport, plus larges à l'arrière qu'à l'avant (275/35 contre 255/35) et d'un système de freinage Brembo avec des étriers à quatre pistons. La masse de la voiture est répartie équitablement à l'avant et à l'arrière.
À partir de la mi-2022, la Supra GR est disponible en boîte manuelle, mais uniquement avec le moteur 6 cylindres en ligne 3.0. Cette version se reconnaît au lettrage « Supra » est écrit en rouge sur la malle arrière.

### Motorisations
Pour le marché européen et américain, la Supra reçoit le six-cylindres en ligne BMW 3.0 bi-turbo de 340 ch accouplé à une boîte automatique ZF à 8 rapports. En janvier 2020, la Supra reçoit le 4-cylindres 2 litres provenant de sa jumelle technique la BMW Z4, en version 258 ch. Au Japon, la Supra peut aussi recevoir le même 4-cylindres en 197 ch.
À partir de juin 2020, la puissance du six cylindres évolue à 387 ch.
| Logo de Toyota                | Caractéristiques techniques | Caractéristiques techniques                       | Caractéristiques techniques                       |
| Logo de Toyota                | GR Supra 2.0                | GR Supra 3.0 340                                  | GR Supra 3.0 387                                  |
| ----------------------------- | --------------------------- | ------------------------------------------------- | ------------------------------------------------- |
| Disponibilité                 | 06/2020 -                   | 01/2019 - 06/2020                                 | 06/2020 -                                         |
| Moteur                        | 4-cylindres en ligne        | 6-cylindres en ligne                              | 6-cylindres en ligne                              |
| Cylindrée (cm3)               | 1 998                       | 2 998                                             | 2 998                                             |
| Puissance maximale ch (kW)    | 258 (190)                   | 340 (250)                                         | 387 (264)                                         |
| au régime de (tr/min)         | 5 000 à 6 500               | 5 000 à 6 500                                     |                                                   |
| Couple maximal (N m)          | 400                         | 495                                               | 500                                               |
| au régime de (tr/min)         | 1 550 à 4 400               | 1 600 à 4 500                                     |                                                   |
| Boîte de vitesses             | Automatique ZF 8 rapports   | Automatique ZF 8 rapports Manuelle iMT 6 rapports | Automatique ZF 8 rapports Manuelle iMT 6 rapports |
| Vitesse maximale (km/h)       | 250                         | 250                                               | 250                                               |
| 0 à 100 km/h (s)              | 5,2                         | 4,3                                               | 4,1                                               |
| Consommation mixte (ℓ/100 km) |                             | 7,5                                               |                                                   |
| Émissions de CO2 (g/km)       |                             | 170                                               |                                                   |
| Masse à vide (kg)             | 1 443                       | 1 541                                             | 1 542                                             |

## Finitions

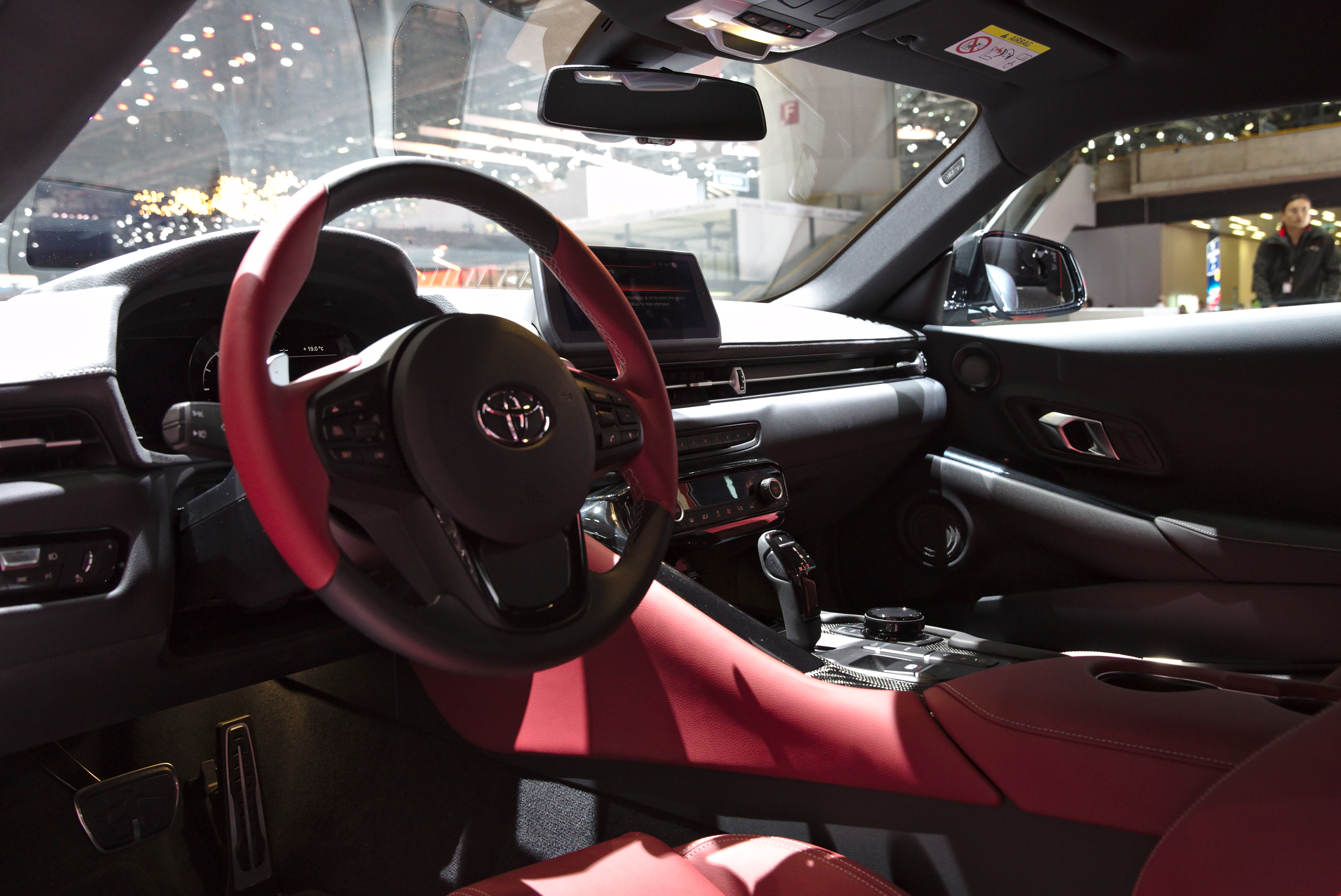
Intérieur

La Supra est disponible avec une unique finition et un pack Premium en option.
Toyota GR Supra (67 650 €)
- accès et démarrage sans clé ;
- caméra de recul ;
- climatisation automatique 2 zones ;
- différentiel à glissement limité ;
- écran tactile 8,8 pouces ;
- instrumentation digitale ;
- jantes alliage 19 pouces ;
- navigation ;
- sellerie alcantara ;
- sièges électriques et chauffants ;
- suspension pilotée ;
- système audio à 10 HP.

Pack Premium (+ 5 000 €)
- Affichage tête haute ;
- Chargeur du téléphone par induction ;
- Sellerie cuir sport ;
- Système audio JBL à 12 HP ;
- Suspensions actives ;
- Étriers de frein SUPRA ;
- Siège réglable électriquement.

### Série limitée
- Launch Edition : 1 500 exemplaires pour le monde, uniquement en 6-cylindres (2019).
- Fuji Speedway : 200 exemplaires en Europe, uniquement en 4-cylindres[8] (2020).
- A91 Edition : 1 000 exemplaires pour le monde, uniquement en 6-cylindres (2021)[12][source insuffisante].
- Jarama Racetrack Edition : 90 exemplaires[13].
- 45th Anniversary : 1 000 exemplaires pour les États-Unis uniquement[14].
- GT4 100th Edition Tribute : 100 exemplaires en Europe[15]

## Concept cars

### Toyota FT-1 concept
La nouvelle Supra est préfigurée par le concept car Toyota FT-1 concept (FT signifie Future Toyota et le chiffre 1 représente le haut de gamme) présenté au salon international de l'automobile d'Amérique du Nord à Détroit en janvier 2014, pour célébrer les 40 ans du centre de design Toyota américain.

Toyota FT-1 Concept 2014
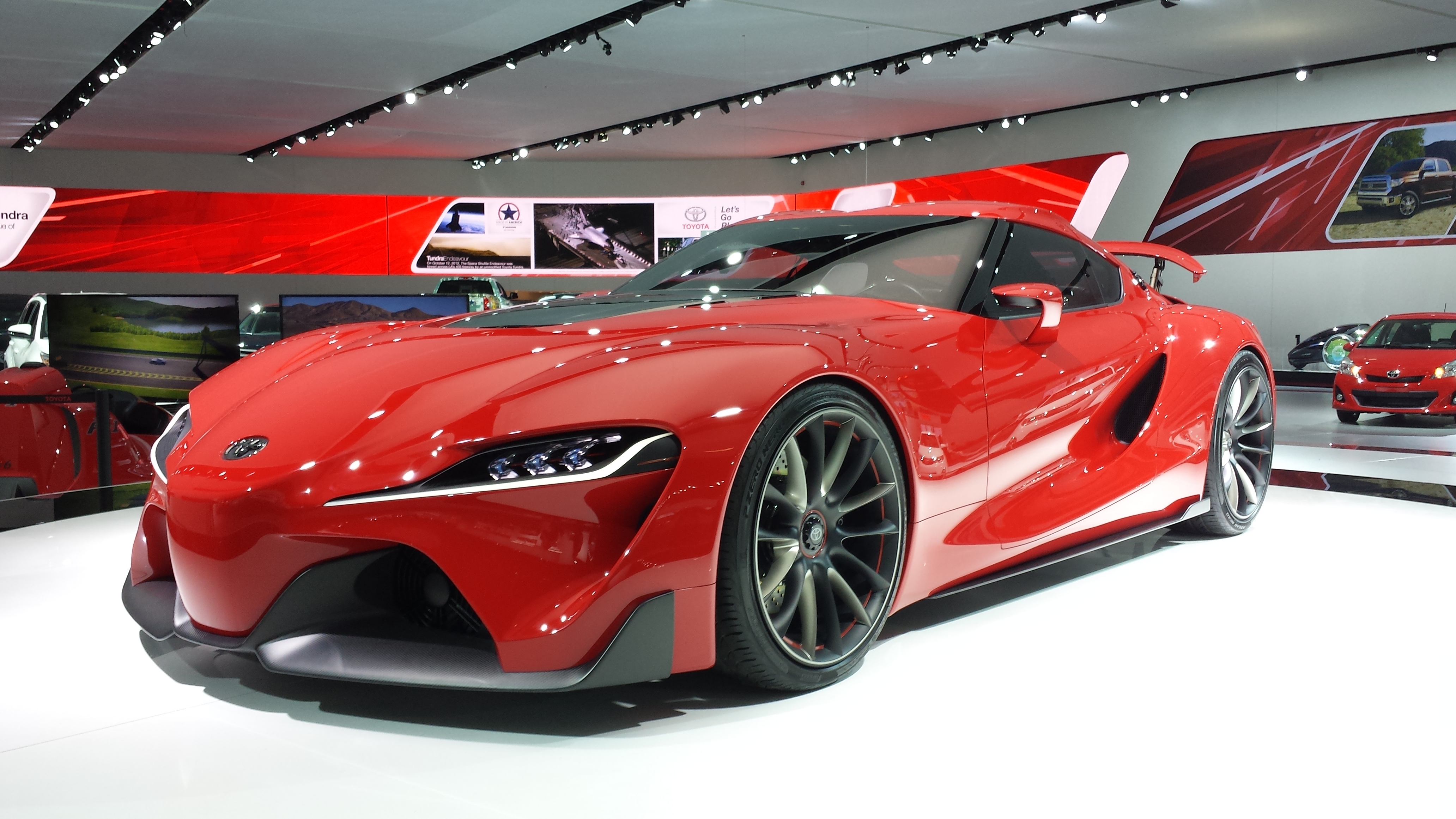
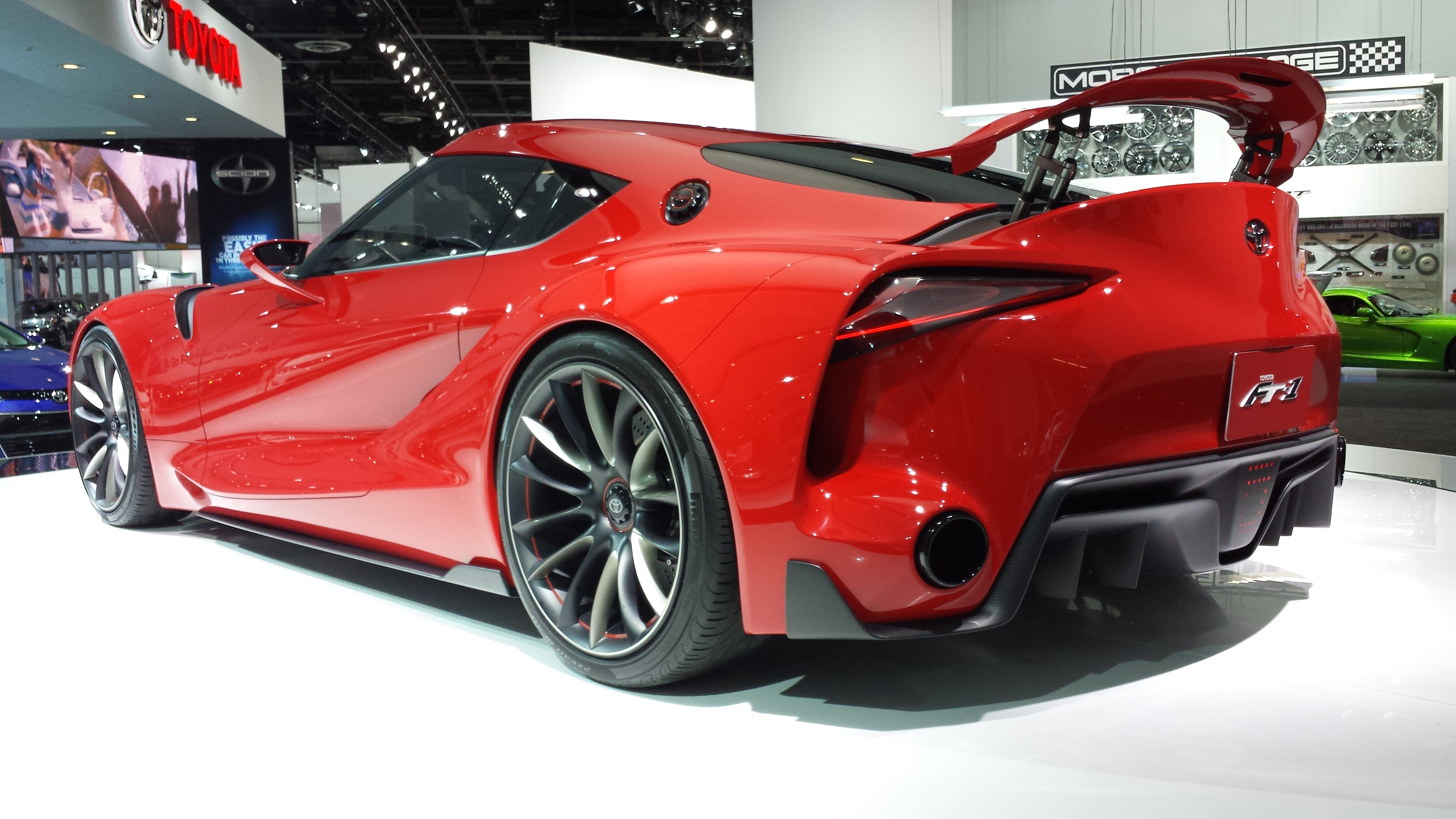

### Toyota Supra GT4 concept
Au salon international de l'automobile de Genève 2019 Toyota présente la Supra GT4 concept annonçant son futur engagement dans la catégorie GT4.

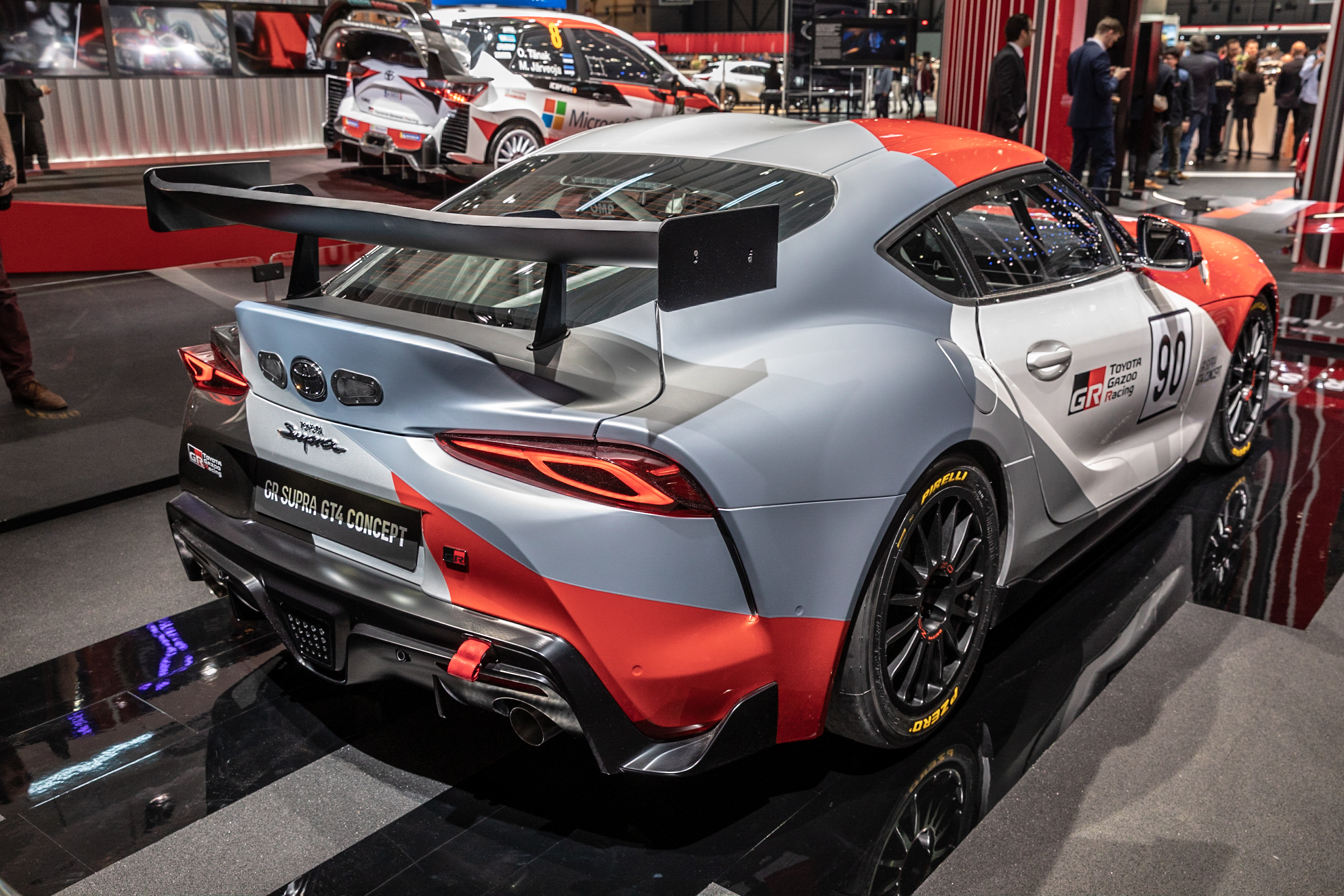
Toyota Supra GT4 concept

La version course conserve le six cylindres en ligne turbocompressé de 3 litres de cylindrée.

### Toyota GR Supra Top Sport
En décembre 2020, Toyota présente au SEMA Show 2020 (100 % virtuel) une version Targa de la Supra, la Toyota GR Supra Top Sport, préfigurant une version de série.